# タイオガ郡 (ペンシルベニア州)
タイオガ郡（英: Tioga County）は、アメリカ合衆国ペンシルベニア州の北部中央に位置する郡である。2010年国勢調査での人口は41,981人であり、2000年の41,373人から1.5%増加した。郡庁所在地はウェルズボロ・ボロ（人口3,263人）であり、同郡で人口最大の町はマンスフィールド・ボロ（人口3,625人）である。タイオガ郡は1804年3月26日にライカミング郡から分離して設立された。郡名はタイオガ川から採られた。

## 政治
タイオガ郡は州内でも共和党の支持が強い郡の1つである。1860年アメリカ合衆国大統領選挙で、エイブラハム・リンカーンが郡投票総数の78.57%を得たとき以来の長い歴史がある。その後共和党以外の候補者を支持したのは2回のみである。1回目は1912年、セオドア・ルーズベルトが共和党から別れ、進歩党候補として出馬したとき、2回目は1964年リンドン・B・ジョンソンだった。2004年、ジョージ・W・ブッシュは68%、12,019票を獲得し、民主党のジョン・ケリーは31%、5,437票と大差だった。2008年では、ジョン・マケインが62.7%の支持を得た。2006年のアメリカ合衆国上院議員選挙のリック・サントラム、州知事選挙のリン・スワンはどちらもタイオガ郡で支持を得たが、州全体では落選した。

## 地理
アメリカ合衆国国勢調査局に拠れば、郡域全面積は1,137平方マイル (2,946 km2)であり、このうち陸地1,134平方マイル (2,936 km2)、水域は4平方マイル (9 km2)で水域率は0.31%である。

### 交通
郡内の公共交通は、エンドレスマウンテンズ交通公社が担当している。

### 隣接する郡
- スチューベン郡 (ニューヨーク州) - 北
- シェマング郡 (ニューヨーク州) - 北東
- ブラッドフォード郡 - 東
- ライカミング郡 - 南
- ポッター郡 - 西

## 人口動態
以下は2000年国勢調査による人口統計データである。
| 基礎データ - 人口: 41,373人 - 世帯数: 15,925 世帯 - 家族数: 11,195 家族 - 人口密度: 14人/km2（36人/mi2） - 住居数: 19,893 軒 - 住居密度: 7軒/km2（18軒/mi2） 人種別人口構成 - 白人: 98.11% - アフリカン・アメリカン: 0.60% - ネイティブ・アメリカン: 0.23% - アジア人: 0.30% - 太平洋諸島系: 0.01% - その他の人種: 0.14% - 混血: 0.61% - ヒスパニック・ラテン系: 0.52% 先祖による構成 - ドイツ系：23.1% - アメリカ人：16.6% - イギリス系：15.3% - アイルランド系：10.1% - ポーランド系：6.0% - イタリア系：5.3% | 年齢別人口構成 - 18歳未満: 23.7% - 18-24歳: 10.6% - 25-44歳: 25.4% - 45-64歳: 24.2% - 65歳以上: 16.0% - 年齢の中央値: 38歳 - 性比（女性100人あたり男性の人口） - 総人口: 95.9 - 18歳以上: 92.8 世帯と家族（対世帯数） - 18歳未満の子供がいる: 30.4% - 結婚・同居している夫婦: 57.8% - 未婚・離婚・死別女性が世帯主: 8.6% - 非家族世帯: 29.7% - 単身世帯: 24.4% - 65歳以上の老人1人暮らし: 11.3% - 平均構成人数 - 世帯: 2.48人 - 家族: 2.93人 |

## 都市と町

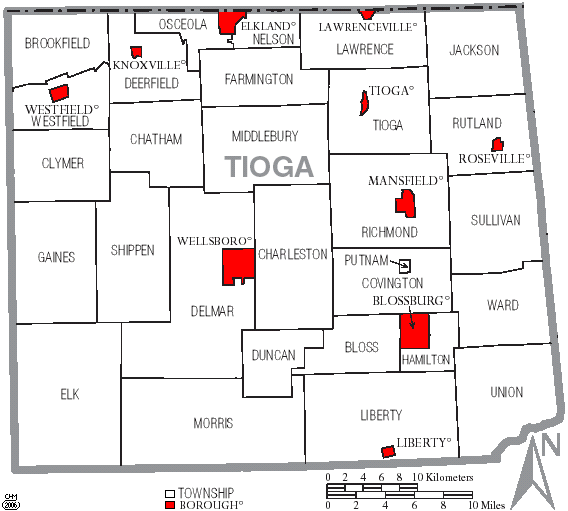
タイオガ郡の自治体、ボロは赤、タウンシップは白、国勢調査指定地域は青

ペンシルベニア州法の下では4種類の自治体がある。市、ボロ、タウンシップ、町である。

### ボロ
| - ブロスバーグ - エルクランド - ノックスビル - ローレンスビル - リバティ | - マンスフィールド - ローズビル - タイオガ - ウェルズボロ - 郡庁所在地 - ウェストフィールド |

### タウンシップ
| - ブロス - ブルックフィールド - チャールストン - チャタム - クライマー - コビントン - ディアフィールド - デルマー - ダンカン - エルク | - ファーミントン - ゲインズ - ハミルトン - ジャクソン - ローレンス - リバティ - ミドルベリー - モリス - ネルソン - オセオラ | - パットナム - リッチモンド - ラトランド - シッペン - サリバン - タイオガ - ユニオン - ウォード - ウェストフィールド |

### 国勢調査指定地域
国勢調査指定地域はアメリカ合衆国国勢調査局が人口統計データを取るために設定した地域である。州法の下では実際の司法権が及ぶ範囲ではない。村などその他の未編入領域も下記に挙げる。
- アーノット
- ミラートン

### 廃村
- フォールブルック

## 教育

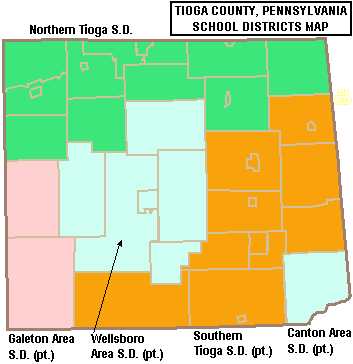
タイオガ郡教育学区の区分図

### 高等教育機関
- マンスフィールド大学、ペンシルベニア州立高等教育システムの一員

### 公共教育学区
- カントン地域教育学区（一部はブラッドフォード郡とライカミング郡内）
- ゲイルトン地域教育学区（一部はポッター郡内）
- 北タイオガ教育学区
- 南タイオガ教育学区（一部はライカミング郡内）
- ウェルズボロ地域教育学区（一部はライカミング郡内）

### 私立学校
2010年6月時点でペンシルベニア州教育省 に登録される私立学校は次の通りである。
- コビントン・コミュニティ DCC、コビントン
- アービン・コムストック・Sda 学校、ウェルズボロ
- ローレル・ユース・サービシズ、ブロスバーグ
- ローリーズ・ブライト・ビギニングス CCC、ミラートン
- マンスフィールド地域看護学校、マンスフィールド
- マラナサ・ミッション学習コミュニティ第20支所、トラウトラン
- ニューコブナント・アカデミー、マンスフィールド
- プレスビテリアン子供開発、センターウェルズボロ
- ストーニーフォーク・メノナイト学校、ウェルズボロ
- トリニティ・ルーテル学校、ウェルズボロ
- トッドラー大学、ブロスバーグ
- トッドラー大学、トリニティ
- ウェルズボロ・モンテッソリ子供センター、ウェルズボロ
- ウェズリー・アカデミー、エルクランド

### 図書館
- ブロスバーグ記念図書館
- エルクランド地域コミュニティ図書館
- グリーン自由図書館 - ウェルズボロ
- ノックスビル公共図書館
- マンスフィールド自由公共図書館
- ポッター・タイオガ郡図書館システム
- ウェストフィールド公共図書館

### 公園とレクリエーション
郡内には3つの州立公園がある。
- ヒルズクリーク州立公園、チャールストン・タウンシップ内、ウェルズボロとマンスフィールドの間、アメリカ国道6号線の北数マイル
- コルトンポイント州立公園とレナード・ハリソン州立公園、パイン・クリークによって造られたペンシルベニア・グランドキャニオンの中にある